# Blond Ambition World Tour Live
Blond Ambition World Tour Live é um álbum de vídeo da artista musical estadunidense Madonna, lançado exclusivamente no formato Laserdisc em 13 de dezembro de 1990 através da Pioneer Artists. Sob a direção de David Mallet e produção de Anthony Eaton, o registro apresenta as gravações do último concerto da turnê Blond Ambition World Tour, realizado em 5 de agosto do mesmo ano no Stade Charles-Ehrmann em Nice (França). Antes de seu lançamento oficial, a HBO exibiu o espetáculo como um especial televisivo intitulado Live! Madonna: Blond Ambition World Tour 90, sendo o evento não esportivo mais assistido nos 18 anos do canal, com quase um quarto de todos os assinantes sintonizados. A escolha de lançar a obra especificamente em Laserdisc foi tomada após a confirmação de que a Pioneer Artists seria a patrocinadora oficial da excursão. A mesma almejava capitalizar a popularidade da cantora para atrair um novo público-alvo e, consequentemente, aumentar as vendas do formato.
Após o seu lançamento, Blond Ambition World Tour Live recebeu críticas em sua maioria favoráveis. Conferindo à Madonna sua primeira vitória no Grammy Awards, onde na 34ª edição da cerimônia recebeu o troféu de Melhor Filme Musical. Comercialmente, atingiu a segunda colocação da tabela musical Top Videodisc Sales da Billboard e até outubro de 1994, o material havia vendido 100 mil cópias nos Estados Unidos. Tornando-se o mais vendido nesse formato em todo o país.

## Antecedentes

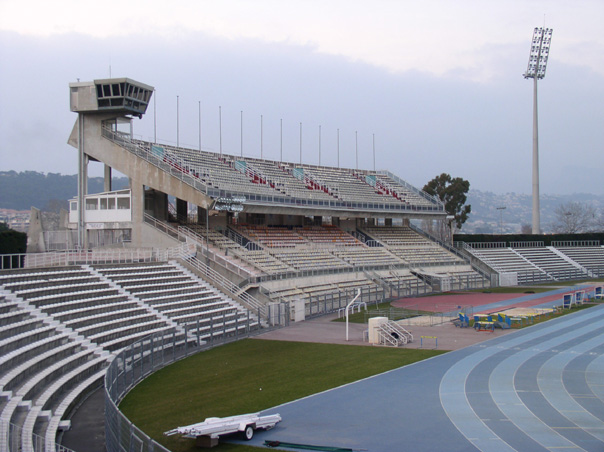
Stade Charles-Ehrmann em Nice (França), onde foi gravado Blond Ambition World Tour Live.

A Blond Ambition World Tour foi a terceira turnê musical de Madonna, feita em suporte ao seu quarto álbum de estúdio Like a Prayer (1989) e a trilha sonora do filme Dick Tracy (1990), dirigido por Warren Beatty e coprotagonizado pela cantora. A excursão teve início no dia 13 de abril de 1990 em Tóquio (Japão) e encerrou-se em 5 de agosto do mesmo ano no Stade Charles-Erhmann em Nice (França). Os espetáculos foram divididos em cinco segmentos: Metropolis, Religious, Dick Tracy, Art Deco e um bis. O coreógrafo Vincent Paterson explicou que o objetivo principal era reformular os espetáculos. Tendo a intenção de integrar moda e elementos da Broadway, ao invés de focar apenas na música. Christopher Ciccone, irmão da cantora, foi selecionado como diretor artístico da excursão e o francês Jean-Paul Gaultier ficou a cargo dos figurinos. Controvérsias foram geradas em diversas cidades, como em Toronto, Roma e Londres, em virtude do emprego de símbolos católicos, conteúdo de natureza sexual – especialmente durante a apresentação de "Like a Virgin" (1984) – e linguagem obscena. Na Itália, Papa João Paulo II aconselhou a comunidade cristã e o público em geral a não comparecer, afirmando ser "um dos espetáculos mais satânicos da história da humanidade". Bem-sucedida criticamente e comercialmente, a turnê foi considerada a melhor do ano pela Rolling Stone e angariada com o troféu de "Produção Mais Criativa de Cenário" no Pollstar Awards. Após a conclusão, foi divulgado que a mesma arrecadou um total de US$ 62,7 milhões em 57 concertos.
Em maio de 1990, Jonathan Takiff, jornalista do The Pittsburgh Press, informou que os primeiros concertos da Blond Ambition no Japão foram gravados, com previsão de lançamento em formato Laserdisc pela Pioneer Artists, principal patrocinadora da turnê. Adicionalmente, Takiff informou que o último espetáculo, a ser realizado em Nice, seria transmitido pelo canal MTV. Dois meses depois, a HBO confirmou ter firmado um contrato com Madonna para transmitir o concerto. Betty Bitterman, executiva da rede, destacou a grandiosidade do evento, afirmando que envolveu os principais nomes do setor e que não se preocupava com críticas negativas. O canal entrou em contato periódico com Freddy DeMann, empresário da cantora, ao longo de determinado período, com o propósito de demonstrar interesse em realizar um especial televisivo. Segundo Bitterman, as negociações ganharam seriedade "há quatro ou cinco meses". Ao ser questionada sobre a hipótese da HBO editar ou censurar o comportamento "obsceno" de Madonna, Bitterman afirmou: "Não faremos nenhuma edição. Nosso objetivo é exibir a apresentação de forma direta, como originalmente realizada, com a intenção de que pareça ao vivo, proporcionando a sensação de presença". Entretanto, uma intensa campanha publicitária foi realizada antes da exibição, aconselhando "discrição parental". Durante o especial, Madonna disse aos espectadores: "Sabem o que tenho a dizer aos Estados Unidos? Tenham um maldito senso de humor, certo? Relaxem!".

## Lançamento
O especial intitulado Madonna Live! Blond Ambition World Tour 90 não foi ao ar como um evento pay-per-view, já que a HBO queria se diferenciar de sua concorrente, a Showtime. A esse respeito, Ron Miller, do Chicago Tribune, considerou essa uma "estratégia genial", diferenciando-a de outras redes de televisão e "estabelecendo-se ainda mais como um canal de importantes eventos musicais pop". Divulgado como "a maior popstar da América em uma apresentação ao vivo via satélite de um dos maiores eventos da música pop do verão", o especial foi ao ar em 5 de agosto, durante o último concerto da turnê, das 21h às 23h (ET), sendo exibido apenas uma vez no canal. Também foi transmitido simultaneamente pela estação de rádio Westwood One. Dezesseis câmeras, incluindo algumas em helicópteros, foram utilizadas para gravar todo o espetáculo e Madonna recebeu US$ 1 milhão pelos direitos de transmissão. A transmissão foi o evento não esportivo mais assistido nos 18 anos do canal, com quase um quarto de todos os assinantes (mais de 4 milhões de lares) sintonizados. Um segundo registro em vídeo da excursão, sob o título de Blond Ambition – Japan Tour 90, foi gravado em Yokohama e distribuído exclusivamente em Laserdisc no Japão. Além disso, a TVE gravou e transmitiu o espetáculo realizado em Barcelona em 30 países. Na Inglaterra, a BBC Radio 1 emitiu a apresentação que ocorreu no Wembley Stadium e gerou polêmica devido aos palavrões que a cantora disse ao vivo.
Com duração aproximada de 110 minutos, Blond Ambition World Tour Live foi lançado exclusivamente pela Pioneer Artists em formato Laserdisc de camada dupla, em 13 de dezembro. Como parte da campanha "Light Years Ahead". A produção do álbum de vídeo ficou a cargo de Tony Eaton, enquanto a direção por David Mallet e Mark "Aldo" Miceli. Steven Galloway, presidente da Pioneer, afirmou que a iniciativa de lançar o produto exclusivamente em Laserdisc surgiu quando a empresa se tornou a patrocinadora oficial da turnê. Pretendendo também aproveitar a popularidade da artista para aumentar as vendas desse formato e atingir um público entre 18 e 35 anos. "O público-alvo até então constituía-se predominantemente de indivíduos do sexo masculino de alto perfil socioeconômico. No entanto, identificou-se o momento como sendo propício para expandir esse alcance e incluir um novo segmento de consumidores mais jovens", esclareceu Galloway. Robert Hilburn, jornalista do Los Angeles Times, descreveu a iniciativa como "uma ação praticamente sem precedentes no setor de mídia doméstica". Por sua vez, a revista Billboard a classificou como "a jogada de marketing do ano". Foi divulgado que as vendas de Laserdisc aumentaram 285% nos últimos seis meses. Em virtude disso, o concerto foi disponibilizado exclusivamente nesse formato por um período de um ano, abrangendo de dezembro de 1990 a dezembro de 1991, lançado seguidamente em VHS. Galloway destacou que tal estratégia contribuiu para expandir o mercado de Laserdisc e trouxe "muito reconhecimento ao negócio". Contudo, em março de 1992, a exclusividade da Pioneer sob os direitos do espetáculo haviam se expirado, e ainda especulava-se um lançamento em VHS. Cerca de uma década depois, em novembro de 2002, a empresária de Madonna na época, Caresse Henry, anunciou que um DVD da apresentação estava em processo de produção, contudo, nenhuma data de lançamento foi especificada.

## Crítica profissional
De modo geral, Blond Ambition World Tour Live recebeu críticas em sua maioria favoráveis. Ty Burr, da revista Entertainment Weekly, deu uma nota "A" e declarou que o material foi registrado "de forma superior" ao documentário Madonna: Truth or Dare, "devido ao fato de ser lançado no formato Laserdisc com uma ótima qualidade de áudio digital. De maneira ininterrupta e extravagante". Destacando também as apresentações de "Where's the Party" (1986) e "Like a Prayer" (1984). O banco de dados Allmusic concedeu três estrelas de cinco ao produto. Em sua avaliação ao especial que foi transmitido na HBO, um editor do Los Angeles Daily News classificou o espetáculo como "sem graça e mal elaborado", destacando as "deficiências vocais" da cantora. O autor lamentou que os concertos da turnê, amplamente elogiados pela crítica, não foram adequadamente registrados. Além disso, criticou a edição por focar "excessivamente" na reação do público. Ressaltou ainda o segmento "excessivamente longo" de Dick Tracy e as apresentações de "Like a Prayer", "Live to Tell" (1986) e "Oh Father" (1989), que descreveu como "bem coreografadas".
Robert Hilburn, do Los Angeles Times, notou que o material apresentava "muito mais vitalidade e encanto do que o especial da HBO". Acrescentando que Madonna "não é apenas uma estrategista do pop, mas também uma pessoa dotada de imaginação e talento notáveis". O autor concluiu que, embora algumas partes de Blond Ambition fossem "triviais", a maior parte do espetáculo era "perspicaz e cativante, culminando em uma apresentação especialmente atrativa". Blond Ambition World Tour Live conferiu à Madonna sua primeira vitória no Grammy Awards, onde na 34ª edição da cerimônia recebeu o troféu de Melhor Filme Musical, ao lado de Tony Eaton (produtor) e David Mallet e Mark "Aldo" Micel (ambos diretores). Chris McGowan, da Billboard, destacou que a vitória representou "a primeira conquista para o setor de Laserdiscs". Galloway expressou sua satisfação ao afirmar: "Estamos extremamente entusiasmados. A nomeação já foi uma surpresa maravilhosa, e agora estar entre os vencedores é extraordinário. Esperamos que isso aumente ainda mais a conscientização e a atenção para o formato Laserdisc".

## Alinhamento de faixas
| Blond Ambition World Tour Live — Lado 1 |                              |                                     |         |  |
| N.º                                     | Título                       | Compositor(es)                      | Duração |  |
| 1.                                      | "Express Yourself"           | Madonna Stephen Bray                | 7:53    |  |
| 2.                                      | "Open Your Heart"            | Madonna Gardner Cole Peter Rafelson | 4:33    |  |
| 3.                                      | "Causing a Commotion"        | Madonna Bray                        | 4:10    |  |
| 4.                                      | "Where's the Party"          | Madonna Bray Patrick Leonard        | 5:18    |  |
| 5.                                      | "Like a Virgin"              | Tom Kelly Billy Steinberg           | 5:10    |  |
| 6.                                      | "Like a Prayer"              | Madonna Leonard                     | 7:47    |  |
| 7.                                      | "Live to Tell" / "Oh Father" | Madonna Leonard                     | 5:51    |  |
| 8.                                      | "Papa Don't Preach"          | Brian Elliot Madonna                | 4:46    |  |
| 9.                                      | "Sooner or Later"            | Stephen Sondheim                    | 3:33    |  |
| 10.                                     | "Hanky Panky"                | Madonna Leonard                     | 3:56    |  |
| Duração total:                          | Duração total:               | Duração total:                      | 57:50   |  |

| Blond Ambition World Tour Live — Lado 2 |                         |                                                 |         |  |
| N.º                                     | Título                  | Compositor(es)                                  | Duração |  |
| 1.                                      | "Now I'm Following You" | Andy Paley Jeff Lass Ned Claflin Jonathan Paley | 7:09    |  |
| 2.                                      | "Material Girl"         | Peter Brown Robert Rans                         | 4:35    |  |
| 3.                                      | "Cherish"               | Madonna Leonard                                 | 6:45    |  |
| 4.                                      | "Into the Groove"       | Madonna Bray                                    | 8:11    |  |
| 5.                                      | "Vogue"                 | Madonna Shep Pettibone                          | 7:48    |  |
| 6.                                      | "Holiday"               | Curtis Hudson Lisa Stevens                      | 7:22    |  |
| 7.                                      | "Family Affair"         | Sylvester Stewart                               | 2:33    |  |
| 8.                                      | "Keep It Together"      | Madonna Bray                                    | 13:06   |  |
| Duração total:                          | Duração total:          | Duração total:                                  | 54:10   |  |

## Créditos
Lista-se abaixo os profissionais envolvidos na elaboração de Blond Ambition World Tour Live, de acordo com o encarte do álbum:
Músicos
- Madonna – vocalista
- Donna De Lory – vocalista de apoio
- Niki Harris – vocalista de apoio
- Jonathan Moffet – bateria
- David Williams – guitarra
- Luis Conte – percussão
- Darryl Jones – baixo
- Kevin Kendrics – teclado
- Jai Winding – teclado
- Mike McKnight – teclado

Coreografia e dançarinos
- Vincent Paterson – coreógrafo, codiretor
- Donna De Lory – dançarina
- Niki Harris – dançarina
- Luis Camacho – dançarino
- Oliver Crumes – dançarino
- Salim "Slam" Gauwloos – dançarino
- Jose Gutierez Xtravaganza – dançarino
- Kevin Stea – dançarino
- Gabriel Trupin – dançarino
- Carlton Wilborn – dançarino

Equipe técnica
- Freddy DeMann – gestão pessoal, produtor executivo
- Tony Eaton – produtor
- David Mallet – diretor
- Mark "Aldo" Miceli – codiretor
- Mitchell Sinoway – editor
- Christopher Ciccone – diretor de arte
- Jai Winding – diretor musical
- Chris Lamb – diretor de produção
- Liz Rosenberg – publicitária

## Desempenho comercial
Blond Ambition World Tour Live estreou em quarto lugar na tabela Top Videodisc Sales da Billboard em 19 de janeiro de 1991; após duas semanas, alcançou a segunda colocação, ficando atrás apenas do filme The Hunt for Red October (1990). Em maio do mesmo ano, a Pioneer Artists solicitou que a associação Recording Industry Association of America (RIAA) reconhecesse o trabalho como disco de ouro pelas 25 000 unidades faturadas, de acordo com os critérios vigentes até 1º de abril. Permaneceu no gráfico por um total de 33 semanas, até a edição de 31 de agosto, além de ocupar o sexto lugar na listagem anual de 1991. Ao final de julho, 40 000 cópias da obra já foram adquiridas em todo o mundo, além de 60 000 unidades comercializadas nos Estados Unidos, tornando-se o Laserdisc mais vendido no país. Dois anos depois, em outubro de 1994, as vendas ultrapassaram 100 000 exemplares, recebendo a designação de "cinco estrelas" da Laser Disc Association (LDA). No Reino Unido, foram 1 000 réplicas consumidas até março de 1992. Em setembro de 2013, uma versão não oficial do concerto, intitulado Blond Ambition Tour 1990, qualificou-se no número 12 da Veckolista DVD Album na Suécia.
| Tabela musical (1990–2013)           | Melhor posição |
| ------------------------------------ | -------------- |
| Estados Unidos (Top Laserdisc Sales) | 2              |
| Suécia (Veckolista DVD Album)        | 17             |

| Tabela musical (1991)                | Posição |
| ------------------------------------ | ------- |
| Estados Unidos (Top Laserdisc Sales) | 6       |

| Região         | Certificação | Vendas  |
| -------------- | ------------ | ------- |
| Estados Unidos | —            | 100 000 |
| Reino Unido    | —            | 1 000   |